# Harald Sempf

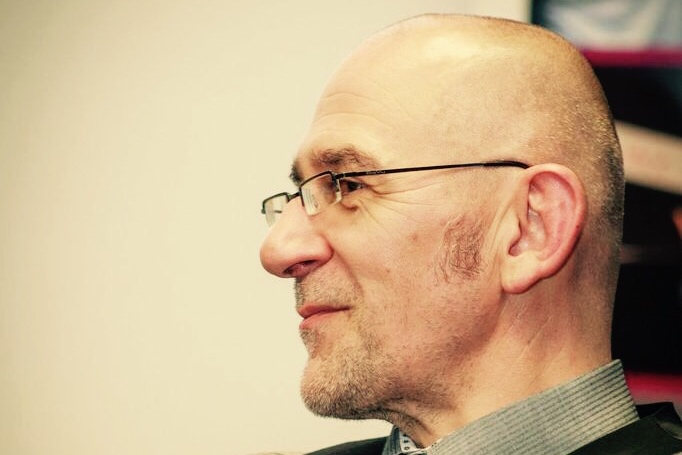
Harald Sempf

Harald L. Sempf (* 5. August 1966 in Potsdam) ist ein deutscher Politiker (SPD). Von 1998 bis 2000 war er Landesvorsitzender der Jusos in Brandenburg. Von 2016 bis 2021 war er Schatzmeister der SPD Brandenburg.

## Herkunft und Ausbildung
Sempf wuchs in Potsdam auf. 1986 schloss er erfolgreich eine Berufsausbildung als Drucker mit Abitur bei der Märkischen Volksstimme (heute: Märkische Allgemeine Zeitung) ab. 1994 begann er einen Promotionsstudiengang am Lehrstuhl für Volkswirtschaftslehre der Universität Potsdam, welchen er 2002 abschloss (Titel der Promotionsarbeit: „Regionale Wirtschaftspolitik vor dem Hintergrund des regionalen Standortwettbewerbs. Eine Untersuchung am Beispiel des Landes Brandenburg“).

## Partei
Sempf trat 1996 in die SPD ein. Von 1998 bis 2000 war er Landesvorsitzender der Jusos in Brandenburg, von 2000 bis 2016 in unterschiedlichen Funktionen Mitglied im Landesvorstand der SPD Brandenburg. 1997 begründete er als erster Chefredakteur die vom Landesverband Brandenburg herausgegebenen Brandenburgischen Hefte für Wissenschaft und Politik „perspektive 21“. Vom 15. Oktober 2016 bis zum 20. November 2021 war er Schatzmeister der SPD Brandenburg. Weil er sich mit seiner Forderung nach einer Doppelspitze in der Landespartei nicht durchsetzen konnte, trat er zu einer erneuten Wahl nicht wieder an. („Wir sind nicht mehr so nah bei einander, wie wir es sein sollten.“) Am 23. Juli 2025 erklärte Sempf im Rahmen der 10. Stadtverordnetenversammlung 2025 in Falkensee den Parteiaustritt durch Übergabe seines Parteibuches.